# Historia de la Iglesia Adventista del Séptimo Día

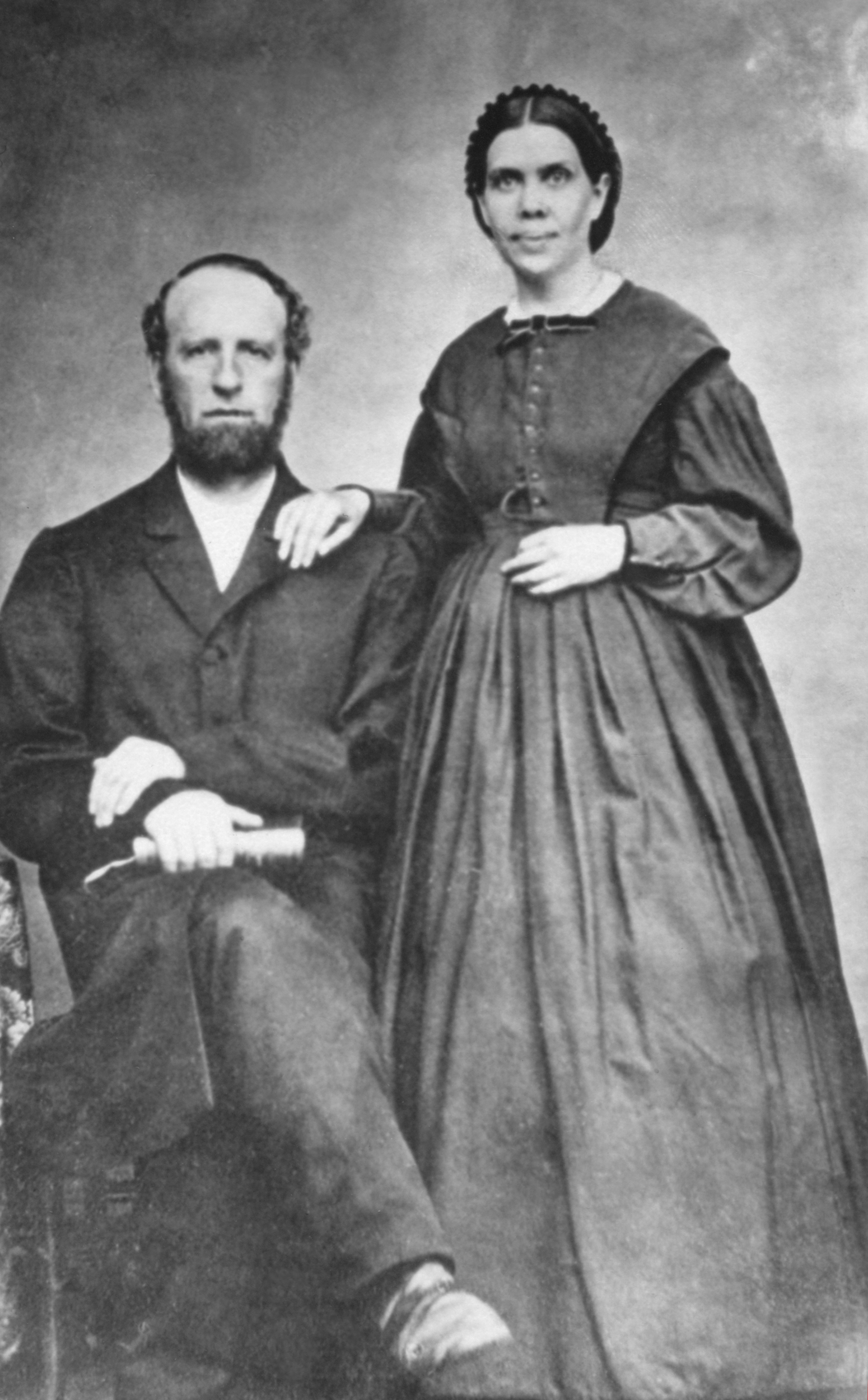
James y Ellen White, pioneros de la Iglesia Adventista.

La Iglesia Adventista del Séptimo Día nació a partir del Movimiento Millerita de la década de 1840, que resultó ser una de las últimas oleadas de reavivamiento del Segundo Gran Despertar religioso. Oficialmente fundada en 1863. Entre sus figuras prominentes de los comienzos de la iglesia se puede mencionar a Hiram Edson, James Springer White y su esposa Ellen G. White, Joseph Bates y John N. Andrews. En las siguientes décadas la iglesia se expandió desde su base en Nueva Inglaterra hasta convertirse en una organización internacional. Su reconocido desarrollo durante el siglo XX, la llevó a ser reconocida como una denominación cristiana.
Durante alrededor de 50 años, el movimiento Adventista consistió de un grupo disgregado de personas que se adherían al mensaje. Entre sus mayores partidarios se encontraban James White, Ellen G. White y Joseph Bates. Luego de intensas discusiones se estableció en Battle Creek, Míchigan, una iglesia organizada formalmente llamada Iglesia Adventista del Séptimo Día. En el momento de su organización, es decir, en mayo de 1863, contaba con 3500 miembros. A través de grandes esfuerzos evangelísticos por parte de sus ministros y miembros laicos, y gracias a la dirección de Ellen G. White, la iglesia creció rápidamente y estableció su presencia fuera de América del Norte durante la última parte del siglo XIX. En 1903, la sede denominacional se mudó de Battle Creek a una sede temporaria en Washington D. C., y poco tiempo después se estableció en la localidad cercana de Takoma Park, Maryland. En 1989 la sede fue cambiada de lugar nuevamente, esta vez a Silver Spring, Maryland.

## Cimientos de la Iglesia, 1798-1844
El Segundo Gran Despertar religioso, un movimiento de reavivamiento en los Estados Unidos, muchos movimientos religiosos minoritarios se formaron. Algunos de los cuales tendrían creencias que más tarde fueron adoptadas por los adventistas del séptimo día.
Un profundo interés en profecía surgió en alguno grupos protestantes tras el arresto del Papa Pío VI in 1798 por el General Francés Louis Alexandre Berthier. Precursores del movimiento adventista creyeron que este evento marcaba el fin de la profecía de los 1260 días del libro de Daniel.

## Raíces milleritas

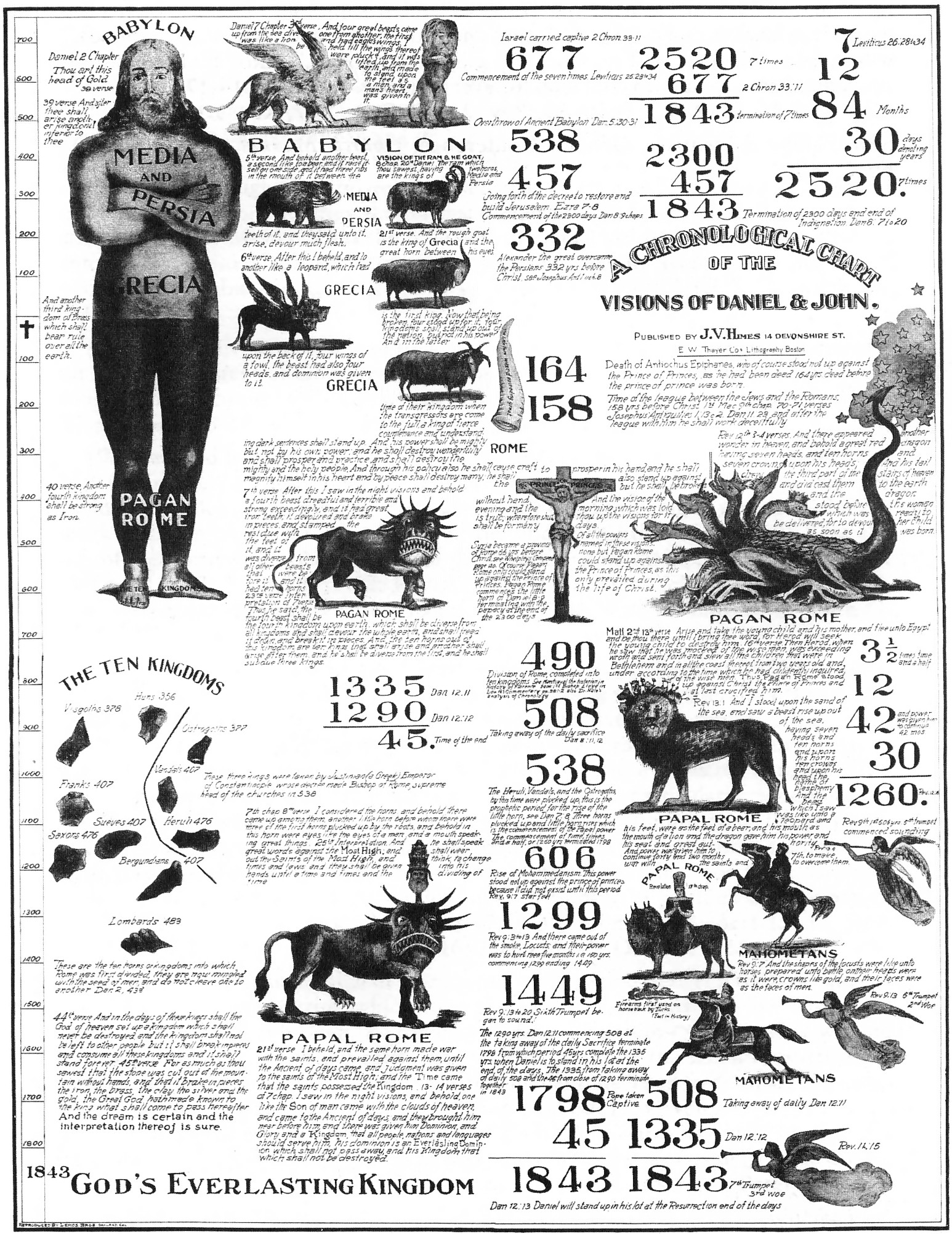
Cuadro ilustrativo que explica la profecía de y Apocalipsis y su relación con el año 1843

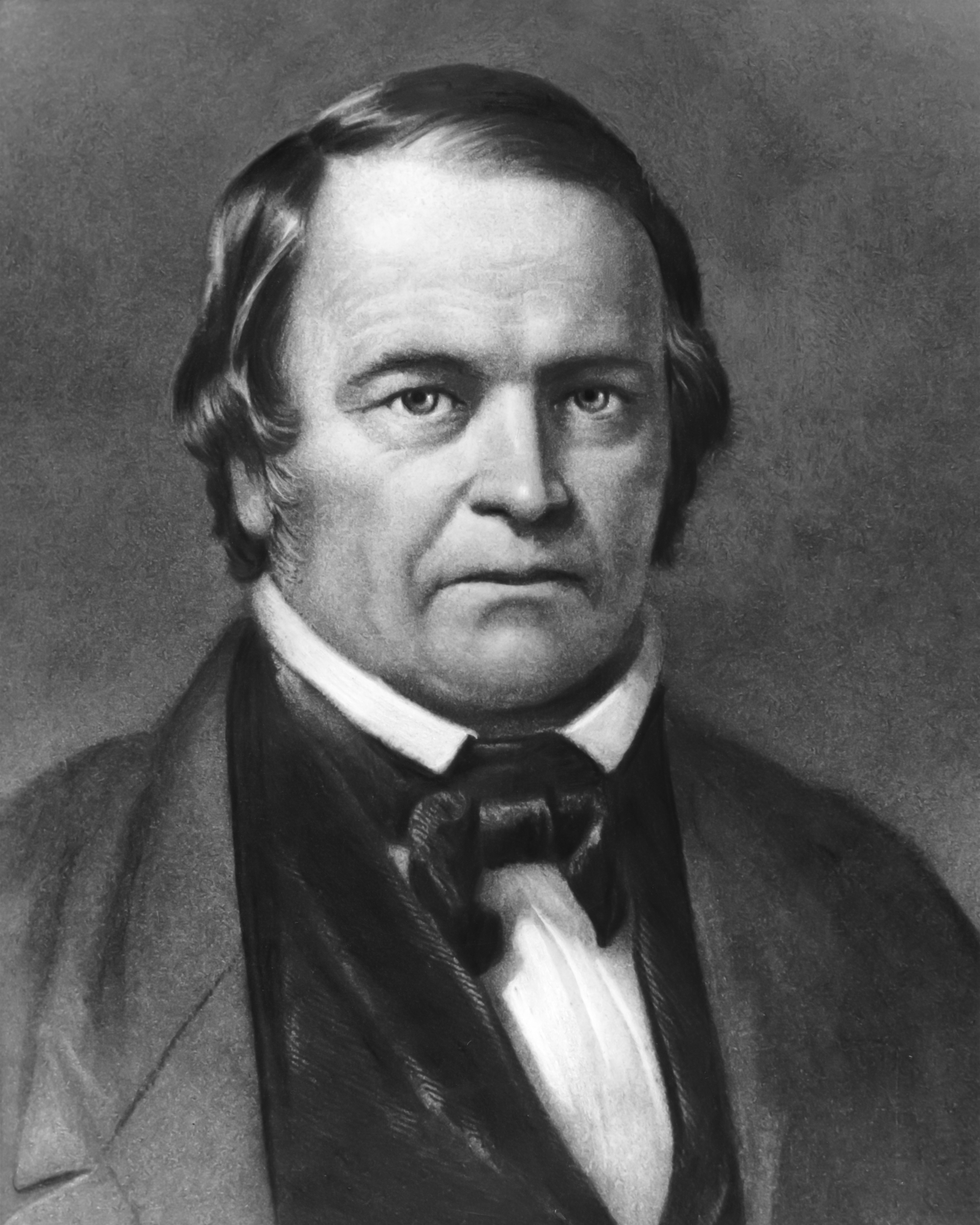
Retrato del predicador William Miller.

El movimiento millerita recibe su nombre de William Miller, quien, durante su adultez temprana, llegó a ser un Deísta. Luego de pelear la guerra de 1812 (entre Estados Unidos y Gran Bretaña), Miller compró una granja en Low Hampton, Nueva York, y comenzó a frecuentar una Iglesia Bautista cercana para complacer a su abuela. Un día, al leer un sermón a pedido de los diáconos locales, fue convencido de los beneficios de la salvación Cristiana. Como resultado de la ridiculización de sus amigos deístas, comenzó a estudiar la Biblia, utilizando una concordancia cómo su única ayuda de estudio. A través de su conocimiento de la historia, Miller se dio cuenta de que los eventos descritos en el libro de Daniel capítulos 2 y 7 correspondían a eventos históricos. Cierto día, al estudiar Daniel 8:14 llegó a estar convencido de que la «purificación» de la que hablaba el profeta se trataba del regreso de Cristo para purificar la Iglesia. Ocupando un razonamiento de "sentido común cristiano" (tal como el principio de interpretación profética de día por año, a las profecías de Daniel y Apocalipsis) interpretó la profecía de "los 2300 días" de Daniel 8:14 concluyendo que la segunda venida de Cristo ocurriría "alrededor del año 1843."
El movimiento millerita culminó con el "movimiento del séptimo mes", que enseñaba que el "ministerio sacerdotal de Cristo" culminaría con la purificación de la tierra, estableciendo la segunda venida de Cristo en o antes del 22 de octubre de 1844, coincidiendo con un Yom Kippur. Como Cristo no regresó en esa fecha, el episodio se llegó a conocer como "el Gran Chasco" o la Gran Decepción.

## Los años pre-denominacionales

### Edson y el Santuario celestial
Después del Gran chasco del 22 de octubre de 1844, muchos de los seguidores de Miller quedaron desilusionados y molestos. La mayoría dejó de creer en el inminente retorno de Jesús. Sin embargo, un pequeño grupo de milleritas creía que sus cálculos habían sido correctos, pero que su comprensión de la purificación del santuario era equivocada, y comenzaron a enseñar que otra cosa había sucedido en 1844. Uno de estos adventistas, escribió:

"Nuestras más anheladas esperanzas y expectativas quedaron arruinada, y un espíritu de lamentación vino sobre nosotros como nunca antes lo había experimentado. Parece como si la pérdida de todos nuestros amigos en la tierra no se le pudiera comparar. Lloramos y lloramos hasta el amanecer del otro día".
Hiram Edson (1806–1882)

 A la mañana siguiente del 23 de octubre, Edson, quien vivía en Port Gibson, Nueva York pasaba por un maizal con un amigo. Experiencia que más tarde relató:

"Comenzamos, y mientras pasábamos por un gran sembradío me detuve a la mitad de aquel campo. El cielo parecía abierto a mi vista, y vi claramente que en vez de nuestro Sumo sacerdote dejando el Lugar Santísimo en el Santuario celestial para venir a esta tierra en el décimo día del séptimo mes [lo que se interpretó como el 22 de octubre de 1844], Él entró por primera vez entró en esa fecha al segundo recinto de aquel santuario; y que tenía una obra que llevar a cabo en el Lugar Santísimo antes de venir a la Tierra".

Edson compartió su experiencia con muchos de los adventistas locales a quienes persuadió con entusiasmo. Como resultado de esta experiencia, Edson comenzó a estudiar la Biblia con otros dos creyentes del área de Nueva York, O.R.L. Crosier and Franklin B. Hahn, quienes publicaron los resultados de su estudio en un folleto titulado Day-Dawn (Amanecer). En este folleto se estudiaba la parábola de las "Diez vírgenes" de Mateo 25:1-13 e intentaba explicar que el novio había tardado. Además introducía el concepto del día de la expiación y lo que los autores llamaron "una cronología de eventos".
Su estudio de la Biblia los llevó a la convicción de que en esa fecha Jesús había entrado al "Lugar Santísimo" del Santuario celestial, y había comenzado un "juicio investigador" del mundo: un proceso a través del cual ocurre un examen de los registros celestiales para "determinar quiénes, a través del arrepentimiento de sus pecados y la fe en Cristo, están en condiciones de recibir los beneficios de la expiación",

### La observancia del sábado bíblico se desarrolla y unifica

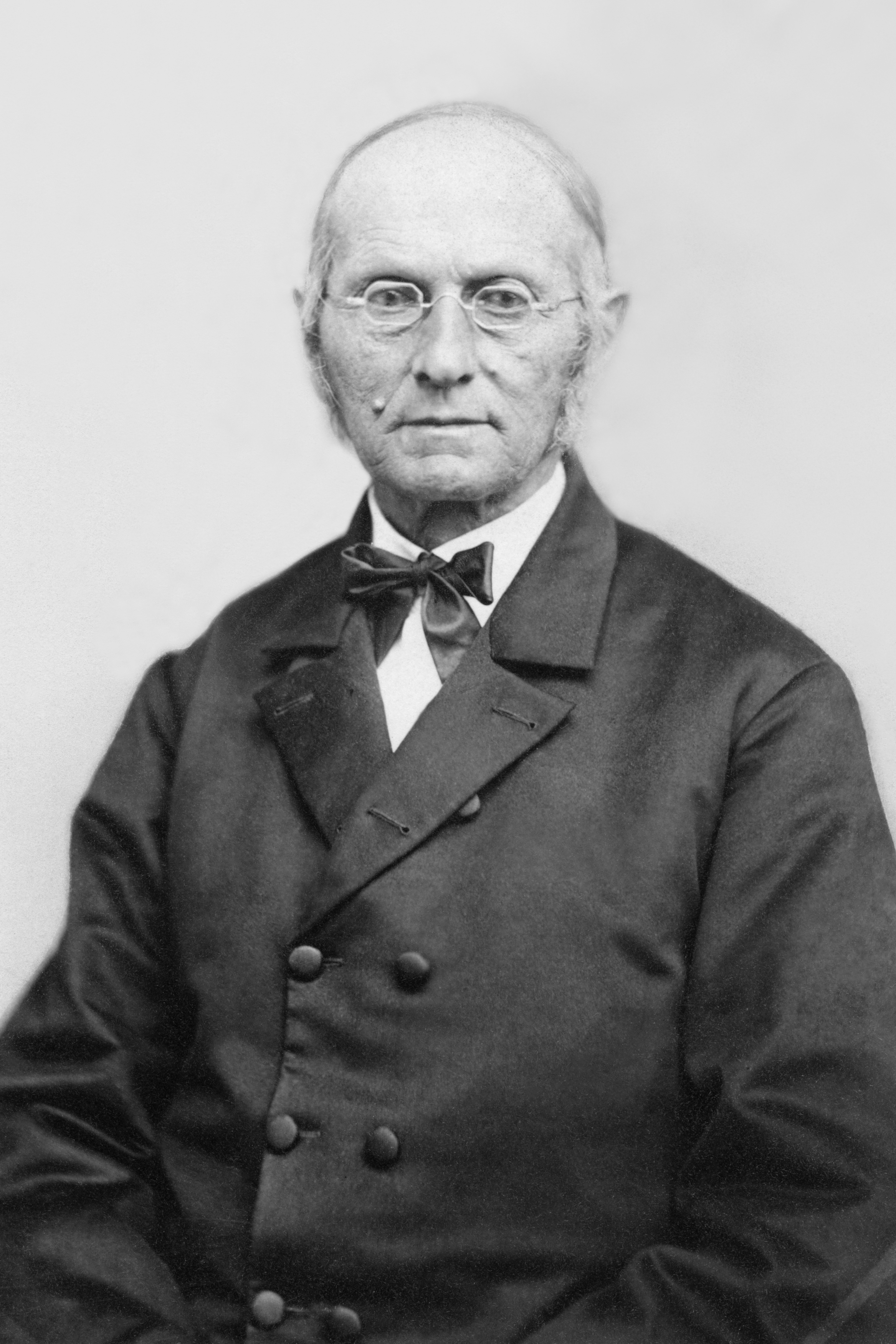
Joseph Bates, uno de los primeros Adventistas en guardar el sábado como día de reposo bíblico.

Una joven bautista del Séptimo Día, llamada Rachel Oakes Preston, que vivía en Nuevo Hampshire fue responsable de introducir la doctrina del sábado bíblico a los Adventistas milleritas. Debido a su influencia, Frederick Wheeler, un predicador local Metodista-Adventista, comenzó a observar el sábado como día de reposo y adoración, probablemente a comienzos de la primavera de 1844. Varios miembros de la iglesia de Washington, New Hampshire, que el ocasionalmente pastoreaba siguieron su ejemplo. Entre estas personas se encontraban William y Cyrus Farnsworth. Thomas M. Preble pronto aceptó esta creencia ya por influencia de Wheeler o directamente de Oakes. Estos eventos fueron pronto seguidos del Gran Chasco.
Al mismo tiempo que los seguidores del movimiento estudiaban el santuario, surgió la problemática del día bíblico de descanso y adoración. El primer defensor en guardar el sábado como día de reposo entre los primeros Adventistas fue el capitán Joseph Bates. Bates llegó a conocer la doctrina del sábado gracias a un folleto escrito por Thomas M. Preble, la edición del 28 de febrero de 1845 de Hope of Israel. Junto con Bates, J. N. Andrews, un ministro y más tarde misionero, fue también convencido, y estos dos a su vez, convencieron a James y Ellen White, como también a Hiram Edson y cientos de otros.
Entre abril de 1848 y diciembre de 1850 se llevaron a cabo veintidós "Conferencias del Sábado" en Nueva York y New England. Estas reuniones siempre fueron vistas como oportunidades para líderes como James White, Joseph Bates, Stephen Pierce y Hiram Edson para discutir y sacar conclusiones sobre temas doctrinales. Así, este mensaje gradualmente fue aceptado y formó parte del tema de la primera edición de la publicación de la Iglesia, "La verdad presente" (The Present Truth), que apareció en julio de 1849. Aunque al comienzo se creía que el "sábado" comenzaba a las 6 p. m., para 1855 se aceptó en general de que el "sábado" comienza con la puesta del sol.
El folleto The Present Truth en sus comienzos cubría ampliamente el tema del sábado bíblico. J. N. Andrews fue el primer adventista en escribir un libro en defensa del sábado. La obra llevaba por título 'History of the Sabbath and First Day of the Week (Historia del sábado y el primer día de la semana), publicado en 1861.

### Trinitarianismo
En los primeros años de formación de la iglesia en el siglo xix, muchos de los líderes, incluyendo a Ellen White, tenían una postura antitrinitaria. Sin embargo, un estudio, ve al adventismo temprano como también a Ellen White abrazando una teología materialista en vez de arrianista.
En 1876, James White comparó la Doctrina de la Iglesia Adventista del Séptimo Día con la de la Iglesia Bautista del Séptimo Día, afirmando que: "La principal diferencia entre los dos cuerpos es el tema de la inmortalidad. Los Adventistas del Séptimo Día sostienen la divinidad de Cristo de manera similar a los trinitarios, que no ponemos juicio alguno aquí...".

### Pretribulación premilenial
Comenzando con Guillermo Miller, los adventistas han jugado un rol importante en la introducción de la creencia del premilenialismo en los Estados Unidos en el siglo xix. En el Apéndice de su libro "Kingdom of the Cults", Walter Martin explica porque se ve a los Adventistas del Séptimo Día como cristianos ortodoxos.

"From the beginning, the Adventists were regarded with grave suspicion by the great majority of evangelical Christians, principally because Seventh-day Adventists were premillennial in their teaching. That is they believed that Christ would come before the millennium...Certain authors of the time considered premillennarians to be peculiar... and dubbed as 'Adventist' all who held that view of eschatology"
"Desde el principio, los Adventistas fueron considerados con gran sospecha por la gran mayoría de los cristianos Evangelicos, principalmente porque eran premileniales en sus enseñanzas. Es decir, que creían que Cristo vendría antes del milenio... Ciertos autores de esos tiempos consideraban a los premilenialistas como peculiares... y llamaban como "Adventistas" a todos aquellos que sostenían esa visión escatológica.".
"Kingdom of the Cults" pp. 419-420.

Los adventistas profundizaron más en esta doctrina y llegaron a la conclusión en que antes del retorno de Cristo habrá un periodo de tribulación, según lo habría afirmado el propio Jesús de Nazaret. Esta creencia se conoce con el nombre de Pretribulación premilenial, y consiste en la afirmación de que los mil años descritos en la Biblia en el libro de Apocalipsis capítulo 20, son mil años literales que siguen inmediatamente a la segunda venida de Cristo que se describe en Apocalipsis 19. En contraste a los otros grupos premileniales, los adventistas no creen que el reino de los santos de mil años será en la tierra, sino más bien en el cielo y que en este tiempo quienes estuvieren en el cielo, participaran del juicio a los "impíos". Durante este periodo los adventistas sostienen que "la tierra estará completamente desolada, sin habitantes humanos, pero sí ocupada por Satanás y sus ángeles. Al terminar los mil años, Cristo y sus santos, junto con la Santa Ciudad, descenderán del cielo a la tierra. Los impíos muertos resucitarán entonces, y junto con Satanás y sus ángeles rodearán la ciudad: pero el fuego de Dios los consumirá y purificará la tierra. De ese modo el universo será librado del pecado y de los pecadores para siempre".

### El trabajo de publicaciones adventistas comienza conThe Present Truth

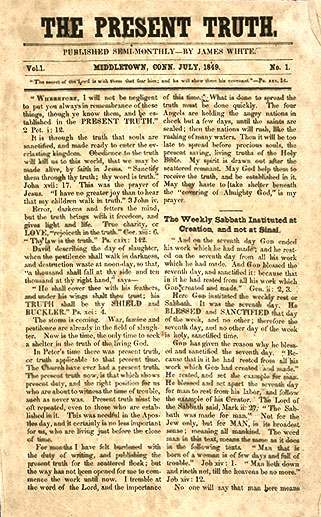
Primera edición de The Present Truth (La Verdad Presente)

El 18 de noviembre de 1848, Ellen White dijo haber tenido una visión en la que Dios le habría dicho que su esposo debía comenzar con la publicación de una revista. En 1849, James White, determinado a publicar dicha revista salió en busca de trabajo como trabajador de granja, para poder juntar el dinero suficiente. Después de otra visión, su esposa le dijo que no se preocupara por los fondos y que más bien se pusiera a trabajar en la revista para que sea impresa. Con la ayuda de "una Biblia de bolsillo, una concordancia Cruden y un diccionario abreviado sin una de sus tapas". Gracias a la generosa oferta del impresor de retrasar los pagos, el grupo de creyentes adventistas pudo obtener 1000 copias del primer número. El tema de esta edición fue el sábado, y fue enviada a amigos y colegas que ellos pensaban podrían interesarse. Se publicaron once números entre 1849 y 1850.

## Organización formal y crecimiento adicional, 1860–1879
Debido al hecho de que tras el Gran Chasco, muchos creyentes adventistas fueron expulsados de sus antiguas iglesias, esto causó gran apatía hacia la idea de tener que organizar la iglesia eclesiásticamente, pensando que tal cosa llevaría al despotismo eclesiástico.

### Elección de un nombre y una constitución
En 1860, el movimiento inexperto finalmente eligió un nombre, «Adventista del Séptimo Día», el cual representaba las creencias distintivas de la iglesia. Tres años más tarde, el 21 de mayo de 1863, se formó la Asociación General de los Adventistas del Séptimo Día y se convirtió en la organización oficial de la Iglesia. En este encuentro, que se llevó a cabo en Battle Creek, se adoptó una constitución la cual contenía nueve artículos.

### Encuentros campestres anuales
Los Camp meetings, o "encuentros campestres" eran una especie de congresos o asambleas bíblicas y de inspiración realizadas en el campo, bajo grandes tiendas o carpas. En estos encuentros campestres los asistentes alojaban en tiendas. El primer encuentro campestre tuvo lugar en septiembre de 1868, en una finca del estado de Míchigan, con una asistencia de 2000 personas. En 1876, se reunieron 20 000 en otro campestre realizado cerca de Boston. Desde entonces, el encuentro campestre anual se ha convertido en algo tradicional entre los adventistas y aún se practica hoy en día.

### Influencia de Ellen G. White
Aunque Ellen G. White (1827–1915) nunca tuvo un cargo oficial, fue un personaje dominante. Ella, junto a su esposo James White, y al pionero Joseph Bates, dirigieron la denominación hacia un enfoque en el trabajo misionero y médico, el cual sigue siendo de gran importancia para la iglesia en el siglo xix.
Bajo la orientación de Ellen White, hacia 1870 la iglesia dirigió su atención al trabajo misionero y las reuniones de reavivamiento, triplicando su membrecía a 16 000 en diez años, y hacia 1901 el rápido crecimiento continuaba con un total de 75 000. En este tiempo, la iglesia operaba dos colegios, una escuela médica, una docena de academias, 27 hospitales y trece casas publicadoras.
En 1945, la iglesia reportaba 226 000 miembros en los Estados Unidos y Canadá y 380 000 en el resto del mundo; el presupuesto era de $29 millones de dólares y la matrícula en la entidades educativas de la iglesia era de 40 000.  En 1960, se registraban 1 245 125 miembros en todo el mundo con un presupuesto anual de casi $100 millones de dólares. La matrícula en las escuelas, colegios y universidades era de 290 000 alumnos.  En el año 2008 la membrecía global era de 15 921 408 con un presupuesto de aproximadamente $451 789 millones de dólares. El número de alumnos en instituciones de la iglesia era de 1 538 607.